# Dichaetophora malayana
Dichaetophora malayana är en tvåvingeart som först beskrevs av Toyohi Okada 1984.  Dichaetophora malayana ingår i släktet Dichaetophora och familjen daggflugor. Inga underarter finns listade i Catalogue of Life.